# سونگ مین جی
سونگ مین جی (کره‌ای: 송민지؛ زادهٔ ۳۰ مارس ۱۹۹۸) دوچرخه‌سوار اهل کره جنوبی است.
وی در مسابقات کشوری و بین‌المللی در مجموع برندهٔ ۱ مدال طلا، ۱ مدال برنز شده است.